# Saison 6 de RuPaul's Drag Race All Stars
La sixième saison de RuPaul's Drag Race All Stars est diffusée pour la première du 24 juin 2021 au 2 septembre 2021 sur Paramount+ aux États-Unis et sur WOW Presents Plus à l'international.
Le 20 août 2020, l'émission est renouvelée pour sa sixième saison. Le casting est composé de douze candidates et est dévoilé le 26 mai 2021 sur les réseaux sociaux.
La gagnante de la saison reçoit un an d'approvisionnement de maquillage chez Anastasia Beverly Hills et 100 000 dollars américains.
La gagnante de la saison est Kylie Sonique Love, avec Eureka!, Ginger Minj et Ra'Jah O'Hara comme secondes.
Le 27 avril 2025, le décès de Jiggly Caliente est annoncé par ses proches.

## Candidates
(Les noms et âges donnés sont ceux annoncés au moment de la compétition. Le symbole † indique la candidate est depuis décédée.)
| Candidate            | Âge | Résidence                  | Saison originale | Classement original | Classement final |
| -------------------- | --- | -------------------------- | ---------------- | ------------------- | ---------------- |
| Kylie Sonique Love   | 37  | Los Angeles, Californie    | Saison 2         | 9e place            | Gagnante         |
| Eureka!              | 30  | Los Angeles, Californie    | Saison 9         | 11e place           | Secondes         |
| Ginger Minj          | 35  | Orlando, Floride           | Saison 7         | Seconde             | Secondes         |
| Ra'Jah O'Hara        | 34  | Dallas, Texas              | Saison 11        | 9e place            | Secondes         |
| Trinity K. Bonet     | 30  | Atlanta, Géorgie           | Saison 6         | 7e place            | 5e place         |
| Pandora Boxx         | 49  | Los Angeles, Californie    | Saison 2         | 5e place            | 6e place         |
| Jan                  | 27  | New York, État de New York | Saison 12        | 8e place            | 7e place         |
| A'Keria C. Davenport | 32  | Houston, Texas             | Saison 11        | 3e/4e place         | 8e place         |
| Scarlet Envy         | 27  | New York, État de New York | Saison 11        | 10e place           | 9e place         |
| Yara Sofia           | 37  | Las Vegas, Nevada          | Saison 3         | 4e place            | 10e place        |
| Silky Nutmeg Ganache | 30  | Los Angeles, Californie    | Saison 11        | 3e/4e place         | 11e place        |
| Jiggly Caliente †    | 38  | New York, État de New York | Saison 4         | 8e place            | 12e place        |
| Serena ChaCha        | 29  | Fort Lauderdale, Floride   | Saison 5         | 13e place           | 13e place        |

## Progression des candidates
|                      | Épisode | Épisode | Épisode | Épisode | Épisode | Épisode | Épisode | Épisode | Épisode | Épisode | Épisode | Épisode  |
| 1                    | 2       | 3       | 4       | 5       | 6       | 7       | 8       | 9       | 10      | 11      | 12      |          |
| -------------------- | ------- | ------- | ------- | ------- | ------- | ------- | ------- | ------- | ------- | ------- | ------- | -------- |
| Kylie Sonique Love   | SAFE    | HIGH    | SAFE    | SAFE    | BTM3    | WIN     | HIGH    | HIGH    | BTM4    | SAFE    | BTM4    | GAGNANTE |
| Eureka!              | SAFE    | HIGH    | SAFE    | HIGH    | HIGH    | LOW     | HIGH    | HIGH    | ELIM    | IN      | WIN     | SECONDE  |
| Ginger Minj          | SAFE    | SAFE    | BTM4    | LOW     | WIN     | HIGH    | SAFE    | WIN     | BTM4    | SAFE    | BTM4    | SECONDE  |
| Ra'Jah O'Hara        | HIGH    | WIN     | HIGH    | SAFE    | SAFE    | BTM2    | HIGH    | SAFE    | WIN     | SAFE    | BTM4    | SECONDE  |
| Trinity K. Bonet     | BTM2    | SAFE    | WIN     | HIGH    | HIGH    | SAFE    | WIN     | BTM2    | BTM4    | SAFE    | ELIM    |          |
| Pandora Boxx         | HIGH    | SAFE    | HIGH    | SAFE    | SAFE    | SAFE    | BTM2    | ELIM    |         | OUT     |         |          |
| Jan                  | SAFE    | SAFE    | BTM4    | WIN     | BTM3    | HIGH    | ELIM    |         |         | OUT     |         |          |
| A'Keria C. Davenport | SAFE    | LOW     | BTM4    | BTM2    | HIGH    | ELIM    |         |         |         |         |         |          |
| Scarlet Envy         | SAFE    | SAFE    | SAFE    | SAFE    | ELIM    |         |         |         |         | OUT     |         |          |
| Yara Sofia           | WIN     | BTM2    | HIGH    | ELIM    |         |         |         |         |         | OUT     |         |          |
| Silky Nutmeg Ganache | LOW     | SAFE    | ELIM    |         |         |         |         |         |         | OUT     |         |          |
| Jiggly Caliente      | SAFE    | ELIM    |         |         |         |         |         |         |         | OUT     |         |          |
| Serena ChaCha        | ELIM    |         |         |         |         |         |         |         |         | OUT     |         |          |

 La candidate a gagné RuPaul's Drag Race All Stars.
 La candidate est arrivée seconde.
 La candidate a gagné le maxi défi et a gagné le lip-sync.
 La candidate a gagné le maxi défi mais a perdu le lip-sync.
 La candidate a reçu des critiques positives des juges et a été déclarée sauve.
 La candidate a été déclarée sauve.
 La candidate a reçu des critiques négatives des juges et a été déclarée sauve.
 La candidate a été en danger d'élimination.
 La candidate a été éliminée.
 La candidate a réintégré la compétition.
 La candidate n'a pas réintégré la compétition.

## Lip-syncs
| Épisode | Candidate (Choix d'élimination)                                  | vs.                                                              | Lip Sync Assassin (Choix d'élimination)                          | Chanson                     | Artiste                       | Gagnante(s)                     | Candidates en danger d'élimination                            | Candidate éliminée   |
| ------- | ---------------------------------------------------------------- | ---------------------------------------------------------------- | ---------------------------------------------------------------- | --------------------------- | ----------------------------- | ------------------------------- | ------------------------------------------------------------- | -------------------- |
| 1       | Yara Sofia (Serena ChaCha)                                       | vs.                                                              | Coco Montrese (Serena ChaCha)                                    | Uptown Funk                 | Mark Ronson ft. Bruno Mars    | Coco Montrese                   | Serena ChaCha Trinity K. Bonet                                | Serena ChaCha        |
| 2       | Ra'Jah O'Hara (Jiggly Caliente)                                  | vs.                                                              | Brooke Lynn Hytes (Jiggly Caliente)                              | Miss You Much               | Janet Jackson                 | Brooke Lynn Hytes Ra'Jah O'Hara | Jiggly Caliente Yara Sofia                                    | Jiggly Caliente      |
| 3       | Trinity K. Bonet (Silky Nutmeg Ganache)                          | vs.                                                              | Laganja Estranja (Silky Nutmeg Ganache)                          | Physical                    | Dua Lipa                      | Laganja Estranja                | A'Keria C. Davenport Ginger Minj Jan Silky Nutmeg Ganache     | Silky Nutmeg Ganache |
| 4       | Jan (A'Keria C. Davenport)                                       | vs.                                                              | Jessica Wild (Yara Sofia)                                        | Womanizer                   | Britney Spears                | Jessica Wild                    | A'Keria C. Davenport Yara Sofia                               | Yara Sofia           |
| 5       | Ginger Minj (Scarlet Envy)                                       | vs.                                                              | Mayhem Miller (Jan & Scarlet Envy)                               | Phone                       | Lizzo                         | Ginger Minj                     | Jan Kylie Sonique Love Scarlet Envy                           | Scarlet Envy         |
| 6       | Kylie Sonique Love (A'Keria C. Davenport)                        | vs.                                                              | Manila Luzon (A'Keria C. Davenport)                              | Dirrty                      | Christina Aguilera ft. Redman | Kylie Sonique Love              | A'Keria C. Davenport Ra'Jah O'Hara                            | A'Keria C. Davenport |
| 7       | Trinity K. Bonet (Jan)                                           | vs.                                                              | Alexis Mateo (Jan & Pandora Boxx)                                | Dance Again                 | Jennifer Lopez ft. Pitbull    | Alexis Mateo                    | Jan Pandora Boxx                                              | Jan                  |
| 8       | Ginger Minj (Pandora Boxx)                                       | vs.                                                              | Heidi N Closet (Pandora Boxx)                                    | Sugar Walls                 | Sheena Easton                 | Ginger Minj                     | Pandora Boxx Trinity K. Bonet                                 | Pandora Boxx         |
| 9       | Ra'Jah O'Hara (Eureka!)                                          | vs.                                                              | Kameron Michaels (Eureka!)                                       | Boom Clap                   | Charli XCX                    | Kameron Michaels                | Eureka! Ginger Minj Kylie Sonique Love Trinity K. Bonet       | Eureka!              |
| Épisode | Candidate                                                        | vs.                                                              | Candidate                                                        | Chanson                     | Artiste                       | Gagnante                        | Gagnante                                                      | Gagnante             |
| 10      | Jiggly Caliente                                                  | vs.                                                              | Serena ChaCha                                                    | Free Your Mind              | En Vogue                      | Jiggly Caliente                 | Jiggly Caliente                                               | Jiggly Caliente      |
| 10      | Jiggly Caliente                                                  | vs.                                                              | Silky Nutmeg Ganache                                             | Girls Just Want to Have Fun | Cyndi Lauper                  | Silky Nutmeg Ganache            | Silky Nutmeg Ganache                                          | Silky Nutmeg Ganache |
| 10      | Silky Nutmeg Ganache                                             | vs.                                                              | Yara Sofia                                                       | Point of No Return          | Exposé                        | Silky Nutmeg Ganache            | Silky Nutmeg Ganache                                          | Silky Nutmeg Ganache |
| 10      | Scarlet Envy                                                     | vs.                                                              | Silky Nutmeg Ganache                                             | Song for the Lonely         | Cher                          | Silky Nutmeg Ganache            | Silky Nutmeg Ganache                                          | Silky Nutmeg Ganache |
| 10      | Silky Nutmeg Ganache                                             | Silky Nutmeg Ganache                                             | Silky Nutmeg Ganache                                             | Barbie Girl                 | Aqua                          | Silky Nutmeg Ganache            | Silky Nutmeg Ganache                                          | Silky Nutmeg Ganache |
| 10      | Jan                                                              | vs.                                                              | Silky Nutmeg Ganache                                             | Heartbreaker                | Pat Benatar                   | Silky Nutmeg Ganache            | Silky Nutmeg Ganache                                          | Silky Nutmeg Ganache |
| 10      | Pandora Boxx                                                     | vs.                                                              | Silky Nutmeg Ganache                                             | Focus                       | Ariana Grande                 | Silky Nutmeg Ganache            | Silky Nutmeg Ganache                                          | Silky Nutmeg Ganache |
| 10      | Eureka!                                                          | vs.                                                              | Silky Nutmeg Ganache                                             | Since U Been Gone           | Kelly Clarkson                | Eureka!                         | Eureka!                                                       | Eureka!              |
| Épisode | Candidate (Choix d'élimination)                                  | vs.                                                              | Lip Sync Assassin (Choix d'élimination)                          | Chanson                     | Artiste                       | Gagnante(s)                     | Candidates en danger d'élimination                            | Candidate éliminée   |
| 11      | Eureka! (Trinity K. Bonet)                                       | vs.                                                              | Jaida Essence Hall (Trinity K. Bonet)                            | Good Golly, Miss Molly      | Little Richard                | Eureka! Jaida Essence Hall      | Ginger Minj Kylie Sonique Love Ra'Jah O'Hara Trinity K. Bonet | Trinity K. Bonet     |
| Épisode | Candidate                                                        | vs.                                                              | Candidate                                                        | Chanson                     | Artiste                       | Gagnante                        | Gagnante                                                      | Gagnante             |
| 12      | Eureka! vs. Ginger Minj vs. Kylie Sonique Love vs. Ra'Jah O'Hara | Eureka! vs. Ginger Minj vs. Kylie Sonique Love vs. Ra'Jah O'Hara | Eureka! vs. Ginger Minj vs. Kylie Sonique Love vs. Ra'Jah O'Hara | Stupid Love                 | Lady Gaga                     | Kylie Sonique Love              | Kylie Sonique Love                                            | Kylie Sonique Love   |

 La candidate a été éliminée après sa première fois en danger d'élimination.
 La candidate a été éliminée après sa deuxième fois en danger d'élimination.
 La candidate a été éliminée après sa troisième fois en danger d'élimination.
 La candidate a été éliminée après sa quatrième fois en danger d'élimination.
 La candidate a remporté le lip-sync et a avancé dans le Lip Sync LaLaPaRuza Smackdown.
 La candidate a remporté le lip-sync final du Lip Sync LaLaPaRuza Smackdown et a regagné sa place dans la compétition.
 La candidate a remporté le lip-sync final et la saison.

## Tableau des votes
| Épisode              | 1             | 2               | 3                    | 4          | 5            | 6                    | 7         | 8            | 9         | 11               |
| -------------------- | ------------- | --------------- | -------------------- | ---------- | ------------ | -------------------- | --------- | ------------ | --------- | ---------------- |
| Décisionnaire        | Le groupe     | Le groupe       | Le groupe            | Le groupe  | Ginger       | Kylie                | Le groupe | Ginger       | Le groupe | Le groupe        |
| Décisionnaire        | Le groupe     | Ra'Jah          | Le groupe            | Le groupe  | Ginger       | Kylie                | Trinity   | Ginger       | Le groupe | Eureka!          |
|                      |               |                 |                      |            |              |                      |           |              |           |                  |
| Kylie Sonique Love   | Serena        | Jiggly          | Silky                | Yara       | Scarlet      | A'Keria              | Jan       | Pandora      | Eureka!   | Trinity          |
| Eureka!              | Serena        | Jiggly          | A'Keria              | Yara       | Jan          | A'Keria              | Pandora   | Pandora      | Trinity   | Trinity          |
| Ginger Minj          | Serena        | Jiggly          | A'Keria              | Yara       | Scarlet      | A'Keria              | Pandora   | Pandora      | Eureka!   | Trinity          |
| Ra'Jah O'Hara        | Serena        | Jiggly          | A'Keria              | Yara       | Jan          | A'Keria              | Jan       | Pandora      | Eureka!   | Trinity          |
| Trinity K. Bonet     | Serena        | Yara            | Silky                | Yara       | Jan          | A'Keria              | Jan       | Pandora      | Eureka!   | Ra'Jah           |
| Pandora Boxx         | Serena        | Jiggly          | Silky                | Yara       | Scarlet      | A'Keria              | Jan       | Trinity      |           |                  |
| Jan                  | Serena        | Jiggly          | Silky                | A'Keria    | Scarlet      | A'Keria              | Pandora   |              |           |                  |
| A'Keria C. Davenport | Serena        | Jiggly          | Silky                | Yara       | Scarlet      | Ra'Jah               |           |              |           |                  |
| Scarlet Envy         | Serena        | Jiggly          | Silky                | Yara       | Jan          |                      |           |              |           |                  |
| Yara Sofia           | Trinity       | Jiggly          | Silky                | A'Keria    |              |                      |           |              |           |                  |
| Silky Nutmeg Ganache | Serena        | Jiggly          | A'Keria              |            |              |                      |           |              |           |                  |
| Jiggly Caliente      | Serena        | Yara            |                      |            |              |                      |           |              |           |                  |
| Serena ChaCha        | Trinity       |                 |                      |            |              |                      |           |              |           |                  |
|                      |               |                 |                      |            |              |                      |           |              |           |                  |
| Candidate éliminée   | Serena ChaCha | Jiggly Caliente | Silky Nutmeg Ganache | Yara Sofia | Scarlet Envy | A'Keria C. Davenport | Jan       | Pandora Boxx | Eureka!   | Trinity K. Bonet |

 La candidate a gagné le lip sync for your legacy et le vote a été décisif.
 La candidate a perdu le lip sync for your legacy et le vote n'a pas compté.
 La candidate a perdu le lip sync for your legacy mais le vote a été décisif.
 La candidate a été en danger d'élimination.
 La candidate a été éliminée.

## Juges invités
La liste des juges invités de la sixième saison de RuPaul's Drag Race est dévoilée le 8 juin 2021. Cités par ordre d'apparition :
- Big Freedia, rappeuse américaine ;
- Tia Mowry, actrice américaine ;
- Jamal Sims, chorégraphe américain ;
- Aisha Tyler, actrice américaine ;
- Emma Roberts, actrice américaine ;
- Zaldy, styliste américano-philippin ;
- Tina Knowles, styliste américaine ;
- Charli XCX, chanteuse britannique ;
- Justin Simien, réalisateur américain.

### Invités spéciaux
Certains invités apparaissent lors des épisodes, mais ne font pas partie du panel des jurés.
Épisode 1
- Coco Montrese, drag queen américaine ;
- Miss Piggy, personnage des Muppets.

Episode 2
- Brooke Lynn Hytes, drag queen canadienne.

Épisode 3
- Laganja Estranja, drag queen et chorégraphe américaine.

Épisode 4
- Jessica Wild, drag queen américaine.

Épisode 5
- Bianca Del Rio, drag queen américaine ;
- Mayhem Miller, drag queen américaine.

Épisode 6
- Angela Bassett, actrice américaine (par visioconférence) ;
- Manila Luzon, drag queen américano-philippine.

Épisode 7
- Alexis Mateo, drag queen portoricaine ;
- Freddy Scott, compositeur américain ;
- Leland, musicien américain.

Épisode 8
- Cheyenne Jackson, acteur et chanteur américain ;
- Fortune Feimster, actrice américaine ;
- Heidi N Closet, drag queen américaine.

Épisode 9
- Bianca Del Rio, drag queen américaine (voix) ;
- Kameron Michaels, drag queen américaine ;
- Latrice Royale, drag queen américaine (voix).

Épisode 11
- Alec Mapa, acteur américain ;
- Jaida Essence Hall, drag queen américaine.
- Jermaine Fowler, acteur américain.

Épisode 12
- Jamal Sims, chorégraphe américain ;
- Shea Couleé, drag queen américaine ;
- Tanya Tucker, chanteuse américaine.

## Épisodes
| Candidate | A'Keria C. Davenport | Eureka!  | Ginger Minj | Jan   | Jiggly Caliente | Kylie Sonique Love | Pandora Boxx | Ra'Jah O'Hara | Scarlet Envy | Serena ChaCha | Silky Nutmeg Ganache | Trinity K. Bonet | Yara Sofia |
| Talent    | Lip-sync             | Lip-sync | Lip-sync    | Chant | Lip-sync        | Lip-sync           | Lip-sync     | Couture       | Burlesque    | Lip-sync      | Chant Piano          | Stand-up         | Lip-sync   |

| Groupe    | Fix-It Bitch | Fix-It Bitch  | Fix-It Bitch     | Fix-It Bitch | Exor-Size Queens | Exor-Size Queens   | Exor-Size Queens | Rent-A-Queen         | Rent-A-Queen | Rent-A-Queen | Rent-A-Queen         |
| --------- | ------------ | ------------- | ---------------- | ------------ | ---------------- | ------------------ | ---------------- | -------------------- | ------------ | ------------ | -------------------- |
| Candidate | Pandora Boxx | Ra'Jah O'Hara | Trinity K. Bonet | Yara Sofia   | Eureka!          | Kylie Sonique Love | Scarlet Envy     | A'Keria C. Davenport | Ginger Minj  | Jan          | Silky Nutmeg Ganache |

| Candidate    | A'Keria C. Davenport  | Eureka!                 | Ginger Minj           | Jan                     | Kylie Sonique Love           | Pandora Boxx                 | Ra'Jah O'Hara             | Scarlet Envy               | Trinity K. Bonet         | Yara Sofia             |
| Personnalité | Prince Super Bowl XLI | Madonna Super Bowl XLVI | Fergie Super Bowl XLV | Lady Gaga Super Bowl LI | Steven Tyler Super Bowl XXXV | Carol Channing Super Bowl IV | Diana Ross Super Bowl XXX | Katy Perry Super Bowl XLIX | Beyoncé Super Bowl XLVII | Shakira Super Bowl LIV |

| Sujet     | Le sexe              | Le sexe | Le sexe          | Le corps    | Le corps | Le corps     | La famille         | La famille    | La famille   |
| --------- | -------------------- | ------- | ---------------- | ----------- | -------- | ------------ | ------------------ | ------------- | ------------ |
| Candidate | A'Keria C. Davenport | Eureka! | Trinity K. Bonet | Ginger Minj | Jan      | Pandora Boxx | Kylie Sonique Love | Ra'Jah O'Hara | Scarlet Envy |

| Candidate  | A'Keria C. Davenport | Eureka! | Ginger Minj | Jan | Kylie Sonique Love | Pandora Boxx | Ra'Jah O'Hara | Trinity K. Bonet |
| Personnage | Gabby                | Kathy   | Emma        | Lea | Jessica            | Frances      | Sarah         | Angela           |

| Candidate  | Eureka! | Ginger Minj    | Kylie Sonique Love | Pandora Boxx | Ra'Jah O'Hara   | Trinity K. Bonet |
| Personnage | Divine  | Phyllis Diller | Dolly Parton       | Kim Cattrall | La Toya Jackson | Whitney Houston  |